# Castor dans la culture
Le Castor dans la culture est présent par l'utilisation de parties de son corps (viande, castoréum, fourrure) et son comportement caractéristique, réputé travailleur.

## Célébration
- Journée internationale du castor, célébrée le 7 avril.

## Symbole

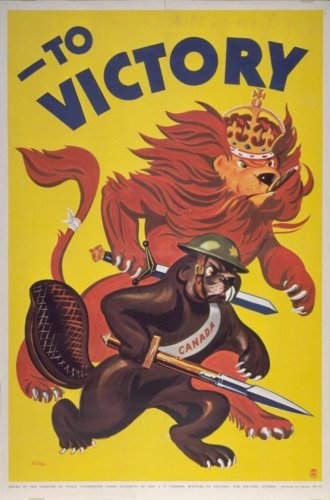
Le lion britannique et le castor canadien ensemble to victory (vers la victoire). Affiche de 1941.

Le castor est le symbole national du Canada depuis le 24 mars 1975. Lors des jeux olympiques d'été de 1976 à Montréal, « Amik » (signifiant « castor » en langue algonquine) est la mascotte olympique.

## Dans la culture populaire
En 1931, l'éditeur Paul Faucher crée le personnage du père Castor et sa collection d'ouvrages pour les enfants. L'image du castor est choisie car c'est « un animal voué d’instinct à la construction »,. La collection sera adaptée en série télévisée d'animation franco-canadienne dans les années 1990 : Les Histoires du père Castor.
En 1953 sort la première édition française du livre pour enfants Le Castor Grogh et sa tribu (Grogh. Storia di un castoro, 1951) d'Alberto Manzi. Dans ce récit, Grogh, un castor, fait tout pour protéger les siens des prédateurs et surtout des chasseurs avec leurs pièges et leurs fusils. L'histoire est régulièrement rééditée.